# Кубок Словении по футболу 2018/2019
Кубок Словении по футболу 2018/2019 — 28-й розыгрыш Кубка Словении по футболу. Действующим обладателем трофея являлся клуб «Олимпия» из Любляны, которая защитила свой титул. Победитель турнира должен был получить путёвку в первый отборочный раунд Лиги Европы 2019/20., но так как «Олимпия» квалифицировалась в этот турнир через регулярный чемпионат, место в отборочном раунде отошло команде, занявшей 4-е место в чемпионате.

## Формат соревнования
| Раунд           | Дата жеребьёвки | Дата матчей           | Кол-во матчей | Кол-во клубов | Детали формата раунда |
| --------------- | --------------- | --------------------- | ------------- | ------------- | --- |
| Первый раунд    | 21 июня 2018    | 15 августа 2018       | 12            | 24 → 12       | 18 клубов, квалифицировавшихся в основной турнир через розыгрыши региональных кубков + 6 клубов Первой лиги Словении 2017/18, не участвующих в еврокубках. Команды попавшие в турнир через один кубок, не могут играть друг с другом. Победитель определяется в одном матче, с овертаймом и серией пенальти в случае ничьей. Команды низшей лиги внутри пары являются хозяевами. Если обе команды являются участниками лиги одного уровня, хозяин определяется жеребьёвкой. |
| 1/8 финала      |                 | 12 и 19 сентября 2018 | 8             | 12+4 → 8      | 12 победителей первого раунда + 4 участника Первой лиги 2017/18, квалифицировавшиеся в еврокубки. Команды попавшие в турнир через один кубок, не могут играть друг с другом. Победитель определяется в одном матче, с овертаймом и серией пенальти в случае ничьей. Команды низшей лиги внутри пары являются хозяевами. Если обе команды являются участниками лиги одного уровня, хозяин определяется жеребьёвкой.                                                          |
| Четверьтьфиналы |                 | 17 и 31 октября 2018  | 4             | 8 → 4         | Команды определяют победителя в двухматчевом противостоянии с применением правила выездного гола. При необходимости, победитель выявляется в овертайме и серии одиннадцатиметровых ударов. |
| Полуфиналы      |                 | 3 и 24 апреля 2019    | 2             | 4 → 2         | Команды определяют победителя в двухматчевом противостоянии с применением правила выездного гола. При необходимости, победитель выявляется в овертайме и серии одиннадцатиметровых ударов. |
| Финал           |                 | 31 мая 2019           | 1             | 2 → 1         | Победитель определяется в одном матче, проводимом на арене, объявленной Футбольным союзом Словении. При необходимости, победитель выявляется в овертайме и серии одиннадцатиметровых ударов. Обладатель Кубка квалифицируется в первый отборочный раунд Лиги Европы 2019/201. |

1Если обладатель Кубка получит путёвку в Лигу Чемпионов 2019/20 через регулярный чемпионат, его место займёт команда занявшая в чемпионате 4-е место.

## Состав турнира
| - Алюминий - Анкаран - Целе - Домжале - Горица - Кршко - Марибор - Олимпия - Рудар Веленье - Триглав Крань | - Кубок Копера 2017/18: Копер и Плама Подград - Кубок Крани 2017/18: Есенице и Крань - Кубок Лендавы 2017/18: Турнище и Лендава 1903 - Кубок Любляны 2017/18: Иванчна-Горица и Браво - Кубок Марибора 2017/18: Акумулятор Межица и Превалье - Кубок Мурска-Соботы 2017/18: Град и Мура - Кубок Нова-Горицы 2017/18: Билье и Брда - Кубок Птуя 2017/18: Видем и Драва Птуй - Кубок Целе 2017/18: Чемпион и Рогашка |

## Матчи

### Первый раунд
| 14 августа 2018 | Турнище | 0:8     | Кршко                                                                                      | Турнище                                                   |
|                 |         | (отчёт) | Божич 3′, 19′, 65′, 88′ · Кунтарич 15′ · Векич 16′ (пен.) · Корен 60′ (авт.) · Кулиниц 90′ | Стадион: Стадион Турнище Зрителей: 30 Судья: Ален Борошак |

| 15 августа 2018 | Акумулятор Межица | 1:7     | Брда                                                                              | Межица                                                    |
|                 | Жуража 71′        | (отчёт) | Перко 15′ · Варга 19′, 26′, 75′ (пен.) · Бужинел 15′ · Дебенжак 81′ · Компара 87′ | Стадион: Стадион Межицы Зрителей: 120 Судья: Роман Глажар |

| 15 августа 2018 | Град      | 1:2     | Алюминий                | Град                                                     |
|                 | Белна 38′ | (отчёт) | Трдина 40′ · Кидрич 70′ | Стадион: Стадион Града Зрителей: 400 Судья: Славко Пишек |

| 15 августа 2018 | Драва Птуй | 0:2     | Браво                         | Птуй                                                               |
|                 |            | (отчёт) | Нукич 6′ (пен.) · Пискуле 79′ | Стадион: Городской стадион Птуя Зрителей: 150 Судья: Миран Буковец |

| 15 августа 2018 | Видем        | 1:2 (доп. вр.) | Триглав Крань             | Видем                                                             |
|                 | Землярич 32′ | (отчёт)        | Диксон 21′ · Хасанай 110′ | Стадион: Спортивный парк Видем Зрителей: 300 Судья: Войко Горичан |

| 15 августа 2018 | Превалье                                                 | 5:1     | Крань     | Превалье                                              |
|                 | Кузма 13′, 36′ · Ковачич 43′ · Петрей 53′ · Замерник 56′ | (отчёт) | Эржен 23′ | Стадион: Угасле печи Зрителей: 200 Судья: Боян Мертик |

| 15 августа 2018 | Есенице | 0:12    | Копер                                                                                           | Есенице                                                      |
|                 |         | (отчёт) | Штромаер 13′, 34′, 58′, 66′, 73′ · Баша 21′, 64′, 76′ · Фатич 28′, 48′ · Хаджич 51′ · Айкич 71′ | Стадион: Подмежакла Есенице Зрителей: 200 Судья: Митя Жганец |

| 15 августа 2018 | Плама Подград | 0:5     | Горица                                                       | Крвави-Поток                                    |
|                 |               | (отчёт) | Смайладжич 48′, 51′ · Бужинел 56′ · Амарчи-Осудже 64′, 90+3′ | Стадион: НК Ядран Зрителей: 150 Судья: Блаж Кос |

| 15 августа 2018 | Чемпион | 0:1 (доп. вр.) | Иванчна-Горица | Целе                                                         |
|                 |         | (отчёт)        | Кастелиц 104′  | Стадион: Олимп Целе Зрителей: 100 Судья: Александар Маткович |

| 15 августа 2018 | Лендава 1903                | 2:1     | Анкаран       | Лендава                                                          |
|                 | Ваш 61′ (пен.) · Грабан 80′ | (отчёт) | Менегуссо 50′ | Стадион: Спортивный парк Лендава Зрителей: 300 Судья: Деян Вивод |

| 15 августа 2018 | Билье | 0:2     | Целе                        | Билье                                            |
|                 |       | (отчёт) | Лупета 76′ · Коритник 90+1′ | Стадион: Билье Зрителей: 200 Судья: Михаэл Антич |

| 16 августа 2018 | Рогашка  | 1:3     | Мура                                   | Рогашка-Слатина                                                               |
|                 | Бируш 5′ | (отчёт) | Бобичанец 16′, 26′ · Мароша 62′ (пен.) | Стадион: Спортивный центр Рогашка-Слатина Зрителей: 250 Судья: Марко Лацкович |

## 1/8 финала
| 12 сентября 2018 | Мура          | 1:0     | Рудар Веленье | Мурска-Собота                                            |
|                  | Бобичанец 84′ | (отчёт) |               | Стадион: Фазанерия Зрителей: 900 Судья: Асмир Саджркович |

| 12 сентября 2018 | Браво                     | 2:3     | Марибор                                         | Любляна                                                     |
|                  | Нукич 30′ · Яшараджич 38′ | (отчёт) | Мешанович 32′ · Дос Сантос 90′ · Райчевич 90+5′ | Стадион: Шишко Любляна Зрителей: 900 Судья: Марко Подгоршек |

| 12 сентября 2018 | Иванчна-Горица | 0:3     | Домжале                             | Иванчна-Горица                                                     |
|                  |                | (отчёт) | Вук 6′ · Ибричич 37′ · Родригес 68′ | Стадион: Стадион Иванчна-Горицы Зрителей: 200 Судья: Миран Буковец |

| 12 сентября 2018 | Копер                            | 2:0     | Лендава 1903 | Копер                                               |
|                  | Врдоляк 68′ · Новинич 37′ (авт.) | (отчёт) |              | Стадион: Бонифика Зрителей: 300 Судья: Боян Ткалчич |

| 19 сентября 2018 | Брда | 0:2     | Горица                              | Выполже                                                           |
|                  |      | (отчёт) | Амарчи-Осудже 14′ · Филипович 90+2′ | Стадион: Спортивный парк Выполже Зрителей: 250 Судья: Митя Жганец |

| 19 сентября 2018 | Превалье | 0:3     | Алюминий                           | Превалье                                                |
|                  |          | (отчёт) | Кидрич 54′ · Контек 55′ · Леко 67′ | Стадион: Угасле печи Зрителей: 400 Судья: Войко Горичан |

| 19 сентября 2018 | Целе | 0:3     | Кршко                               | Целе                                                     |
|                  |      | (отчёт) | Векич 8′ · Волаш 13′ · да Силва 56′ | Стадион: Здецеле Арена Зрителей: 250 Судья: Ален Борошак |

| 20 сентября 2018 | Олимпия                | 2:1     | Триглав    | Любляна                                            |
|                  | Лендрич 8′ · Чрнич 89′ | (отчёт) | Тиянич 83′ | Стадион: Стожице Зрителей: 800 Судья: Роман Глажар |

## Четвертьфиналы
| 17 октября 2018 Первый матч | Копер                                                        | 0:5     | Олимпия | Копер                                                 |
|                             | Савич 8′ · Боатенг 13′, 48′ · Вомбергар 45′ · Кронаветер 84′ | (отчёт) |         | Стадион: Бонифика Зрителей: 3100 Судья: Славко Винчич |

| 31 октября 2018 Ответный матч | Олимпия     | 1:1 По сумме двух матчей: 6:1 | Копер    | Любляна                                              |
|                               | Лендрич 60′ | (отчёт)                       | Баша 48′ | Стадион: Стожице Зрителей: 500 Судья: Дарьян Ковачич |

| 23 октября 2018 Первый матч | Марибор    | 1:0     | Домжале | Марибор                                                |
|                             | Млакар 20′ | (отчёт) |         | Стадион: Людски врт Зрителей: 2500 Судья: Роман Глажар |

| 31 октября 2018 Ответный матч | Домжале                        | 2:2 По сумме двух матчей: 2:3 | Марибор                       | Домжале                                                                 |
|                               | Черин 36′ · Ибричич 76′ (пен.) | (отчёт)                       | Крецу 90+3′ · Мешанович 90+4′ | Стадион: Спортивный парк Домжале Зрителей: 1600 Судья: Андрей Жнидаршич |

| 24 октября 2018 Первый матч | Кршко                 | 2:2     | Алюминий                | Кршко                                                                     |
|                             | Вукушич 18′ · Эюп 50′ | (отчёт) | Трдина 60′ · Малоку 79′ | Стадион: Стадион имени Матии Губеца Зрителей: 200 Судья: Асмир Саджркович |

| 31 октября 2018 Ответный матч | Алюминий | 0:0 По сумме двух матчей: 2:2 (г.в.) | Кршко | Кидричево                                                 |
|                               |          | (отчёт)                              |       | Стадион: НК Алюминий Зрителей: Драгослав Перич Судья: 100 |

| 24 октября 2018 Первый матч | Горица | 0:3     | Мура                           | Нова-Горица                                                           |
|                             |        | (отчёт) | Лорбек 12′ · Мароша 85′, 90+2′ | Стадион: Спортивный парк Нова-Горицы Зрителей: 350 Судья: Давид Шмаич |

| 31 октября 2018 Ответный матч | Мура                                   | 3:2 По сумме двух матчей: 6:2 | Горица                      | Мурска-Собота                                         |
|                               | Мароша 6′ · Хорват 51′ · Карничник 65′ | (отчёт)                       | Кавчич 17′ · Смайладжич 82′ | Стадион: Фазанерия Зрителей: 1300 Судья: Роман Глажар |

## Полуфиналы
| 3 апреля 2019 Первый матч | Марибор   | 1:0     | Мура | Марибор                                                |
|                           | Хотич 85′ | (отчёт) |      | Стадион: Людски врт Зрителей: 3500 Судья: Роман Глажар |

| 24 апреля 2019 Ответный матч | Мура           | 1:1 По сумме двух матчей: 1:2 | Марибор   | Мурска-Собота                                          |
|                              | Бошкович 90+2′ | (отчёт)                       | Вршич 49′ | Стадион: Фазанерия Зрителей: 5000 Судья: Дамир Скомина |

| 4 апреля 2019 Первый матч | Алюминий   | 1:2     | Олимпия        | Кидричево                                          |
|                           | Хорват 49′ | (отчёт) | Бркич 27′, 39′ | Стадион: НК Алюминий Зрителей: 300 Судья: Матей Юг |

| 23 апреля 2019 Ответный матч | Олимпия                                     | 4:0 По сумме двух матчей: 6:1 | Алюминий | Любляна                                               |
|                              | Кронаветер 10′, 69′ (пен.) · Савич 19′, 87′ | (отчёт)                       |          | Стадион: Стожице Зрителей: 600 Судья: Нейц Кайтазович |

## Финал
| 30 мая 2019 | Олимпия        | 2:1     | Марибор       | Целе                                                  |
|             | Савич 19′, 87′ | (отчёт) | Таварес 90+2′ | Стадион: Здецеле Арена Зрителей: 8623 Судья: Матей Юг |